# リクアビスタ
リクアビスタ(Liquavista)は2006年にフィリップスからスピンオフされたオランダに拠点を置く企業。リクアビスタの研究開発はカラーの電子ペーパーのビデオスクリーンをバックライト無しで動作させるエレクトロ・ウェッティング技術が含まれている。リクアビスタはテキサス・インスツルメンツ(TI)とリクアビスタのスクリーンとTIのOMAPプロセッサーをポータブルメディアプレイヤーや電子ブックリーダーで組み合わせることで協力すると報じられた。
リクアビスタは2010年にこの技術を完全に商業化する最終ステップを開始し、SDKをOEMに送り出した。リクアビスタは、Plastic Logicと協力して薄くフレキシブルな新聞を作成していると伝えられている。リクアビスタは、2013年にはエレクトロ・ウェッティングディスプレイパネルの生産を開始すると予想されている。
2011年初旬にサムスン電子が Liquavista B.V.を非開示金額で買収した。2013年5月13日、Amazon.comはサムスン電子からリクアビスタを買収することを確認した。

## 詳細情報
- “Home - Liquavista - Electrowetting based low power, always viewable color video displays”. liquavista.com. 2016年4月3日閲覧。
- “BBC News - Colour e-readers with video shown off”. bbc.co.uk. 2016年4月3日閲覧。
- “Electronic paper targets colour video”. Nature Photonics 2:  204–205. doi:10.1038/nphoton.2008.38 2016年4月3日閲覧。.